# Serie 7400

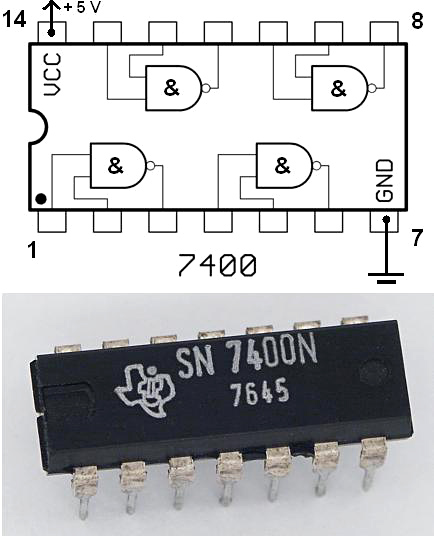
El chip 7400, contiene cuatro NANDs. La segunda línea de números pequeños (7645) es un código de fecha, este chip fue manufacturado en la semana 45 de 1976. El sufijo N en el número de parte indica un empaquetado PDIP.

Por serie 7400 se conoce a los circuitos integrados digitales, originalmente fabricados en tecnología TTL (lógica transistor-transistor o en inglés transistor-transistor logic), que forman una subfamilia de semiconductores, dentro del campo de la electrónica digital. Fueron ampliamente utilizados en la década de 1960 y 1970 para construir computadoras. Actualmente existen versiones de la serie fabricadas con tecnología CMOS.

## Características generales
Las características destacables de estos componentes son las siguientes:
- Tensión de alimentación: 5 V, con una tolerancia (de 4,5 V a 5,5 V).

- Niveles lógicos: entre 0,2 V y 0,8 V para el nivel bajo (L) y entre 2,4 V y 5 V para el nivel alto (H), ya que estos chips son activados por altos y bajos, o también llamados 0 y 1, dígitos del sistema binario utilizados para estos usos en la electrónica.

- Código identificador: el 74 para los comerciales y el 54 para los de diseño militar. Estos últimos son chips más desarrollados, ya que los de serie 74 soportan menos rangos de temperaturas.

- Temperatura de trabajo: de 0 °C a 70 °C para la serie 74 y de -55° hasta los 125 °C para la 54.

## Subfamilias
Las demás características dependen de la subfamilia que se utilice, podemos encontrarnos con chips de modelo estándar, de bajo consumo (L), de alta velocidad (H), Schottky (S), Schottky de bajo consumo (LS), Schottky avanzado (AS), TTL Schottky avanzado de bajo consumo (ALS), o el TTL rápido (TTL ALS Fairchild) (F) entre otros.
Centrándonos en el modelo estándar podemos sobre este modelo que su retraso es de 10 ns siendo el de menor retraso el modelo Schottky (3ns) y el de mayor el modelo de bajo consumo (33 ns). El consumo por puerta es de 10 mW siendo el menor el de bajo consumo de 1mW y el de mayor consumo el de alta velocidad de 22 mW, la velocidad en el estándar es de 35 MHz siendo la menor en el de bajo consumo de 3 MHz y mayor en el Schottky de 125 MHz, el margen de ruido para el modelo estándar que veremos a continuación, es de 0,4V siendo más distante y variable en el modelo LS, de 0,7 V para el nivel lógico 1 y de 0,3 V para el nivel lógico 0: Por último el abanico de salida es de 10 para el estándar y el de alta velocidad y de 20 para el resto.
La utilización de éstos chips es muy amplia ya que alojan en su interior multitud de componentes electrónicos para distintas aplicaciones. Podemos encontrar circuitos de la serie 74 con puertas lógicas, Buffers, biestables, circuitos aritméticos, como semisumador, sumador completo, sumador paralelo, sistemas combinacionales o secuenciales entre otros.
|                 | -      | L     | H     | S       | LS     | AS | ALS | F  |
| --------------- | ------ | ----- | ----- | ------- | ------ | -- | --- | -- |
| Retardo         | 10 ns  | 33 ns |       | 3 ns    |        |    |     |    |
| Consumo         | 10 mW  | 1 mW  | 22 mW |         |        |    |     |    |
| Velocidad       | 35 MHz | 3 MHz |       | 125 MHz |        |    |     |    |
| Margen de ruido | 400 mV |       |       |         | 700 mV |    |     |    |
| Rango dinámico  | 10     | 20    | 10    | 20      | 20     | 20 | 20  | 20 |

## Esquema de numeración de piezas
La numeración de los dispositivos lógicos de la serie 7400 utilizan a menudo la siguiente norma, aunque los específicos varían entre los fabricantes.
- Un prefijo de dos o tres letras que indica el fabricante del dispositivo.
- Dos caracteres como segunda parte del prefijo, en los que los más comunes son “74” (indicando un dispositivo con un rango de temperaturas comercial) y “54” (indicando un rango de temperaturas extendido, adecuado para uso militar).
- Hasta cuatro letras que describen la subfamilia lógica, según lo enumerado arriba.

- Dos o más dígitos asignados para cada dispositivo. Hay centenares de diversos dispositivos en cada familia pero cuando este número es igual, la función y el Pinout del chip es casi siempre igual sin importar el fabricante. Las excepciones incluyen algún dispositivo de encapsulado plano, dispositivos soldados en superficie, algunos de los rápidos chips CMOS de la serie (por ejemplo el 74AC), y por lo menos un dispositivo TTL de bajo consumo tiene un pinout diferente del resto de la serie regular.[1]
- Sufijos adicionales de letras y números pueden utilizarse para indicar el tipo de encapsulado, el grado de calidad u otra información, pero ésta varía ampliamente con cada fabricante.

Por ejemplo SN74ALS245 significa que es un dispositivo fabricado por Texas Instruments (SN), es un dispositivo TTL con rango de temperatura comercial, es un miembro de la familia Schottky de bajo consumo avanzado, y es un buffer bidireccional de 8 bits.
Muchas familias lógicas mantienen la secuencia numérica de un dispositivo similar TTL como ayuda a los diseñadores.